# Pseudaphis sijui
Pseudaphis sijui är en insektsart. Pseudaphis sijui ingår i släktet Pseudaphis och familjen långrörsbladlöss. Inga underarter finns listade i Catalogue of Life.